# Jordan Oesterle
Jordan Oesterle (né le 25 juin 1992 à Dearborn Heights dans l'État du Michigan aux États-Unis) est un joueur professionnel américain de hockey sur glace. Il évolue au poste de défenseur pour les Red Wings de Détroit dans la LNH.

## Biographie
Après avoir trois saisons passées avec les Broncos de l'université de l'Ouest du Michigan, il signe comme agent libre avec les Oilers d'Edmonton le 31 mars 2014. Il rejoint vers la fin de la saison les Barons d'Oklahoma City, club-école des Oilers évoluant dans la LAH, avec lesquels il fait ses débuts professionnels.
Le 21 février 2015, il joue son premier match dans la LNH dans une défaite de 2-1 contre les Ducks d'Anaheim. Il sert sa première passe dans la LNH sur un but de Luke Gazdic, le 3 mars 2015, dans une défaite de 5-2 contre les Kings de Los Angeles.
Il passe trois saisons à jouer entre la LAH et la LNH, avec les Oilers, avant de signer pour deux ans avec les Blackhawks de Chicago durant l'été 2017.
Le 29 décembre 2017, il marque son premier but en carrière dans une victoire de 4-3 contre son ancienne équipe, les Oilers d'Edmonton.
Le 12 juillet 2018, il est échangé aux Coyotes de l'Arizona en compagnie du contrat de Marian Hossa, de l'attaquant Vinnie Hinostroza et d'un choix de 3e tour en 2019 en retour de Marcus Kruger, Mackenzie Entwistle, Jordan Maletta, Andrew Campbell et d'un choix de 5e tour en 2019.
Le 28 juillet 2021, il signe un contrat de 2 ans et 2,7 millions de $ avec les Red Wings de Détroit.

## Statistiques

### En club
| Saison     | Équipe                      | Ligue      |     | Saison régulière | Saison régulière | Saison régulière | Saison régulière | Saison régulière |   | Séries éliminatoires | Séries éliminatoires | Séries éliminatoires | Séries éliminatoires | Séries éliminatoires |
| Saison     | Équipe                      | Ligue      | PJ  | B                | A                | Pts              | Pun              | PJ               | B | A                    | Pts                  | Pun                  |                      |                      |
| 2010-2011  | Stampede de Sioux Falls     | USHL       | 54  | 2                | 13               | 15               | 16               | 10               | 2 | 3                    | 5                    | 0                    |                      |                      |
| 2011-2012  | Broncos de Western Michigan | CCHA       | 41  | 2                | 6                | 8                | 8                | -                | - | -                    | -                    | -                    |                      |                      |
| 2012-2013  | Broncos de Western Michigan | CCHA       | 38  | 3                | 6                | 9                | 14               | -                | - | -                    | -                    | -                    |                      |                      |
| 2013-2014  | Broncos de Western Michigan | NCHC       | 34  | 2                | 15               | 17               | 27               | -                | - | -                    | -                    | -                    |                      |                      |
| 2013-2014  | Barons d'Oklahoma City      | LAH        | 4   | 1                | 0                | 1                | 2                | 1                | 0 | 0                    | 0                    | 0                    |                      |                      |
| 2014-2015  | Barons d'Oklahoma City      | LAH        | 65  | 8                | 17               | 25               | 8                | 10               | 1 | 3                    | 4                    | 8                    |                      |                      |
| 2014-2015  | Oilers d'Edmonton           | LNH        | 6   | 0                | 1                | 1                | 0                | -                | - | -                    | -                    | -                    |                      |                      |
| 2015-2016  | Condors de Bakersfield      | LAH        | 44  | 4                | 21               | 25               | 10               | -                | - | -                    | -                    | -                    |                      |                      |
| 2015-2016  | Oilers d'Edmonton           | LNH        | 17  | 0                | 5                | 5                | 0                | -                | - | -                    | -                    | -                    |                      |                      |
| 2016-2017  | Condors de Bakersfield      | LAH        | 44  | 7                | 25               | 32               | 10               | -                | - | -                    | -                    | -                    |                      |                      |
| 2016-2017  | Oilers d'Edmonton           | LNH        | 2   | 0                | 0                | 0                | 0                | -                | - | -                    | -                    | -                    |                      |                      |
| 2017-2018  | Blackhawks de Chicago       | LNH        | 55  | 5                | 10               | 15               | 8                | -                | - | -                    | -                    | -                    |                      |                      |
| 2018-2019  | Coyotes de l'Arizona        | LNH        | 71  | 6                | 14               | 20               | 12               | -                | - | -                    | -                    | -                    |                      |                      |
| 2019-2020  | Coyotes de l'Arizona        | LNH        | 58  | 3                | 10               | 13               | 14               | 9                | 1 | 3                    | 4                    | 0                    |                      |                      |
| 2020-2021  | Coyotes de l'Arizona        | LNH        | 43  | 1                | 10               | 11               | 10               | -                | - | -                    | -                    | -                    |                      |                      |
| 2021-2022  | Red Wings de Détroit        | LNH        | 45  | 2                | 6                | 8                | 4                | -                | - | -                    | -                    | -                    |                      |                      |
| 2022-2023  | Red Wings de Détroit        | LNH        | 52  | 2                | 9                | 11               | 19               | -                | - | -                    | -                    | -                    |                      |                      |
| 2023-2024  | Flames de Calgary           | LNH        | 22  | 0                | 2                | 2                | 4                | -                | - | -                    | -                    | -                    |                      |                      |
| 2023-2024  | Wranglers de Calgary        | LAH        | 30  | 2                | 17               | 19               | 4                | 6                | 0 | 1                    | 1                    | 2                    |                      |                      |
| Totaux LNH | Totaux LNH                  | Totaux LNH | 371 | 19               | 67               | 86               | 71               | 9                | 1 | 3                    | 4                    | 0                    |                      |                      |

### En équipe nationale
| Année | Équipe     | Compétition          |   | PJ | B | A | Pts | Pun                |  | Résultat |
| 2018  | États-Unis | Championnat du monde | 4 | 0  | 1 | 1 | 0   | Médaille de bronze |  |          |